# Общественная нагрузка
Общественная нагрузка — общественно полезная деятельность, не предполагающая оплаты в свободное от работы время. Инструмент вовлечения масс в общественную деятельность и управление общественными процессами.

## Определение
Согласно Л. А. Абрамовой одном из элементов в реализации идеи о социалистическом обществе была общественная нагрузка в СССР, заключавшаяся в активном участии человека в общественной жизни. В качестве примера общественной нагрузки, которую несли в частности, городской учитель в 1920-х годах (в обязательном порядке), Л. А. Абрамова указывает:
- работа в месткоме
- работа в женотделе
- работа в коопсекции
- работа в ряде профессиональных организаций
- участие в различных кружках самообразования,
- участие в методических бюро
- ведение занятий с красноармейцами (изредка)
- посещение занятий на инструкторских самокурсах по педагогической литературе и изучению зарубежного опыта (несколько раз в неделю)

Согласно А. В. Крыжанину общественная нагрузка была распространена среди самых различных групп населения, в том числе и среди работников юстиции. Общественная работа была «олицетворением времени» и являлась одним из немногих способов давления на работников юстиции со стороны региональных органов власти. Среди общественных работ, регулярно производимых работниками органов юстиции, А. В. Крыжанин указывает следующие:
- регулярные выступления с докладами в крупных предприятиях, по правовым вопросам (земельное, семейно-бытовое право, карательная политика), с обсуждением новшеств в советском законодательстве — в крупных городах
- участие в юридических консультациях и в юридических кружках при избах-читальнях … и в чтении докладов и проведении собеседований на юридические темы — в сельской местности
- просветительская работа в воинских частях
- участие в распространении госзайма
- работа с женщинами
- «организация показательных процессов с целью правового воспитания масс и приближения суда к населению»